# Triolet (Maurice)
Pour les articles homonymes, voir Triolet.
Triolet est une localité de la république de Maurice située au nord-est de son île principale, l'île Maurice, et à 11,3 kilomètres de Port-Louis. Elle est située à l'intérieur des terres dans le district de Pamplemousses dont elle est le chef-lieu administratif.

## Géographie
Triolet se trouve entre de grands champs de canne à sucre et le littoral du nord-ouest au sud de Trou aux Biches, Mont-Choisy et Grand Baie. À l'ouest se trouvent Pointe aux Piments et Balaclava, au sud Arsenal, et à l'est Saint-André et Plaine des Papayes.

## Description
Le village s'est développé le long de la grand route sur plus de deux kilomètres de Solitude vers Trou aux Biches. On y trouve une poste, un poste de police et un autre de pompiers, un club pour la jeunesse et un centre de promotion féminine. Il possède deux écoles secondaires (une pour les garçons, une autre pour les filles) et plusieurs écoles primaires, ainsi qu'une école privée, l'International College. Plusieurs banques y ont leur filiale et des supermarchés ont ouvert.
L'ancien domaine de la Solitude se trouve au sud près du lac du même nom. On y remarque l'ancienne cheminée du domaine. Montagne Chatte se trouve légèrement au nord du village de Triolet.

## Économie
L'économie du secteur est agricole avec la culture de la canne à sucre sur des terrains appartenant à des planteurs indépendants d'origine indienne ou à de grandes propriétés agricoles (comme autrefois celle de La Solitude). Une partie de la population indienne ou créole depuis les mutations des années 1970-1990 a évolué vers le secteur touristique ou les nouvelles technologies. Le commerce s'est également développé.

## Transport
Triolet est traversée par une grand route parfaitement droite qui la relie aux stations balnéaires de la côte, comme Grand Baie. Elle est coupée à angle droit par des petites routes secondaires.